# 重钼酸钾
重钼酸钾是一种无机化合物，化学式为K2Mo2O7，它是三斜晶体，其阴离子中的桥联氧连接着MoO4四面体和MoO6面体。它可由钼酸钾和三氧化钼或四钼酸钾和碳酸钾在高温反应制得。

## 拓展阅读
- M. Hassanein. Thermal and spectroscopic behaviour of K2Cr2O7-MoO3 and K2CrO4-MoO3 reactions. 1981, 47(2), 201–205. doi:10.1016/0040-6031(81)85106-4.